# Чемпіонат Швеції з футболу 2009: Супереттан
Супереттан 2009 — 10-й сезон у Супереттан, що є другим за рівнем клубним дивізіоном (сформованим у 2000 році) у шведському футболі після Аллсвенскан. 
У чемпіонаті взяли участь 16 клубів. Сезон проходив у два кола, розпочався у квітні й завершився в листопаді 2009 року.
Переможцем змагань став клуб М'єльбю АІФ. Разом із ним путівки до вищого дивізіону вибороли з другої позиції Отвідабергс ФФ.

## Учасники сезону 2009 року
| Клуб                             | Місце в 2008                      |
| -------------------------------- | --------------------------------- |
| Юнгшиле СК                       | 14-е в Аллсвенскан                |
| ГІФ Сундсвалль                   | 15-е в Аллсвенскан                |
| ІФК Норрчепінг                   | 16-е в Аллсвенскан                |
| «Ассиріска» ФФ (Седертельє)      | 4-е                               |
| Енгельгольм ФФ                   | 5-е                               |
| Отвідабергс ФФ                   | 6-е                               |
| Фалькенбергс ФФ                  | 7-е                               |
| М'єльбю АІФ                      | 8-е                               |
| «Весбю Юнайтед» (Уппландс-Весбю) | 9-е                               |
| «Квідінг» ФІФ (Гетеборг)         | 10-е                              |
| Ландскруна БоІС                  | 11-е                              |
| ІК «Сіріус» (Уппсала)            | 12-е                              |
| «Єнчепінг Седра» ІФ (Єнчепінг)   | 14-е                              |
| «Сиріанска» ФК (Седертельє)      | 1-е в Дивізіоні 1, Північна група |
| ФК Тролльгеттан                  | 1-е в Дивізіоні 1, Південна група |
| ІК «Васалундс» (Стокгольм)       | 2-е в Дивізіоні 1, Північна група |

## Турнірна таблиця
| Поз | Команда                          | І  | В  | Н  | П  | ГЗ | ГП | РГ  | О  | Підвищення або пониження  |
| --- | -------------------------------- | -- | -- | -- | -- | -- | -- | --- | -- | ------------------------- |
| 1   | М'єльбю АІФ (C, P)               | 30 | 19 | 8  | 3  | 60 | 19 | +41 | 65 | Підвищилися в Аллсвенскан |
| 2   | Отвідабергс ФФ (P)               | 30 | 17 | 6  | 7  | 53 | 36 | +17 | 57 | Підвищилися в Аллсвенскан |
| 3   | «Ассиріска» (Седертельє)         | 30 | 15 | 6  | 9  | 46 | 38 | +8  | 51 | Плей-оф на підвищення     |
| 4   | «Сиріанска» (Седертельє)         | 30 | 15 | 5  | 10 | 50 | 38 | +12 | 50 |                           |
| 5   | ГІФ Сундсвалль                   | 30 | 13 | 8  | 9  | 54 | 48 | +6  | 47 |                           |
| 6   | Фалькенбергс ФФ                  | 30 | 14 | 3  | 13 | 44 | 41 | +3  | 45 |                           |
| 7   | Енгельгольм ФФ                   | 30 | 13 | 5  | 12 | 43 | 45 | −2  | 44 |                           |
| 8   | Ландскруна БоІС                  | 30 | 12 | 4  | 14 | 51 | 46 | +5  | 40 |                           |
| 9   | Юнгшиле СК                       | 30 | 11 | 7  | 12 | 48 | 43 | +5  | 40 |                           |
| 10  | «Єнчепінг Седра» (Єнчепінг)      | 30 | 10 | 6  | 14 | 46 | 54 | −8  | 36 |                           |
| 11  | ІФК Норрчепінг                   | 30 | 8  | 11 | 11 | 45 | 44 | +1  | 35 |                           |
| 12  | «Весбю Юнайтед» (Уппландс-Весбю) | 30 | 8  | 9  | 13 | 28 | 41 | −13 | 33 |                           |
| 13  | ФК Тролльгеттан (O)              | 30 | 8  | 8  | 14 | 30 | 46 | −16 | 32 | Плей-оф на вибування      |
| 14  | «Квідінг» (Гетеборг) (R)         | 30 | 7  | 10 | 13 | 31 | 45 | −14 | 31 | Плей-оф на вибування      |
| 15  | «Сіріус» (R)                     | 30 | 8  | 7  | 15 | 37 | 53 | −16 | 31 | Вибули в Дивізіон 1       |
| 16  | «Васалундс» (Стокгольм) (R)      | 30 | 8  | 5  | 17 | 35 | 64 | −29 | 29 | Вибули в Дивізіон 1       |

## Плей-оф на підвищення
Команди, які зайняли в сезоні 2009 року 14-е місце в Аллсвенскан і 3-є в Супереттан, виборювали право виступити в найвищому дивізіоні:
| Команда 1                | Рахунок | Команда 2                |
| ------------------------ | ------- | ------------------------ |
| 4 листопада 2009         |         |                          |
| «Ассиріска» (Седертельє) | 2-0     | «Юргорден» (Стокгольм)   |
| 8 листопада 2009         |         |                          |
| «Юргорден» (Стокгольм)   | 3-0     | «Ассиріска» (Седертельє) |

Клуб «Юргорден» (Стокгольм) зберіг право виступати в Аллсвенскан у сезоні 2010 року.

## Плей-оф на вибування
| Команда 1                | Рахунок | Команда 2                |
| ------------------------ | ------- | ------------------------ |
| 31 жовтня 2009           |         |                          |
| Шевде АІК                | 1-2     | ФК Тролльгеттан          |
| 1 листопада 2009         |         |                          |
| «Браге» (Бурленге)       | 2-1     | «Квідінг» ФІФ (Гетеборг) |
| 4 листопада 2009         |         |                          |
| ФК Тролльгеттан          | 5-3     | Шевде АІК                |
| 5 листопада 2009         |         |                          |
| «Квідінг» ФІФ (Гетеборг) | 0-1     | «Браге» (Бурленге)       |

Клуби ФК Тролльгеттан та «Браге» (Бурленге) завоювали право виступати в Супереттан у сезоні 2010 року.

## Найкращі бомбардири сезону
| Гравець           | Клуб           | Голи |
| ----------------- | -------------- | ---- |
| Маттіас Адельстам | Енгельгольм ФФ | 19   |
| Маркус Екенберг   | М'єльбю АІФ    | 19   |